# Changzhoudao
Changzhoudao (kinesiska: 常州道, 常州道街道) är ett stadsdelsdistrikt i Kina. Det ligger i storstadsområdet Tianjin, i den norra delen av landet, nära eller i stadens centrum. Antalet invånare är 51 447. Befolkningen består av 25 679 kvinnor och 25 768 män. Barn under 15 år utgör 6,0 %, vuxna 15-64 år 80 %, och äldre över 65 år 12,0 %.